# Nautilocalyx mulfordii
Nautilocalyx mulfordii är en tvåhjärtbladig växtart som beskrevs av Wiehler. Nautilocalyx mulfordii ingår i släktet Nautilocalyx och familjen Gesneriaceae. Inga underarter finns listade i Catalogue of Life.